# یوجین والتر
یوجین والتر (انگلیسی: Eugene Walter؛ ‏ ۳۰ نوامبر ۱۹۲۱ – ۲۹ مارس ۱۹۹۸) بازیگر، فیلم‌نامه‌نویس، ویراستار و شاعر اهل ایالات متحده آمریکا بود.
از فیلم‌هایی که وی در آن نقش داشته‌است می‌توان به املت ایتالیایی، داستان بل استار، یک بار دیگر پیش از رفتنمان، مرد هوسران، ببخشید، موافقید یا مخالف؟، خوش به‌حال پولداران، هشت‌ونیم، بطن سیاه رتیل، پرونده دختر پیژامه‌پوش، خانه‌ای با پنجره‌های خندان، کلاس خصوصی، جولیتای ارواح، پلنگ صورتی، جنگو، آماده مرگ باش و کشیش متأهل اشاره کرد.